# Surendra florimel
Surendra florimel är en fjärilsart som beskrevs av William Doherty 1879. Surendra florimel ingår i släktet Surendra och familjen juvelvingar. Inga underarter finns listade i Catalogue of Life.

## Bildgalleri

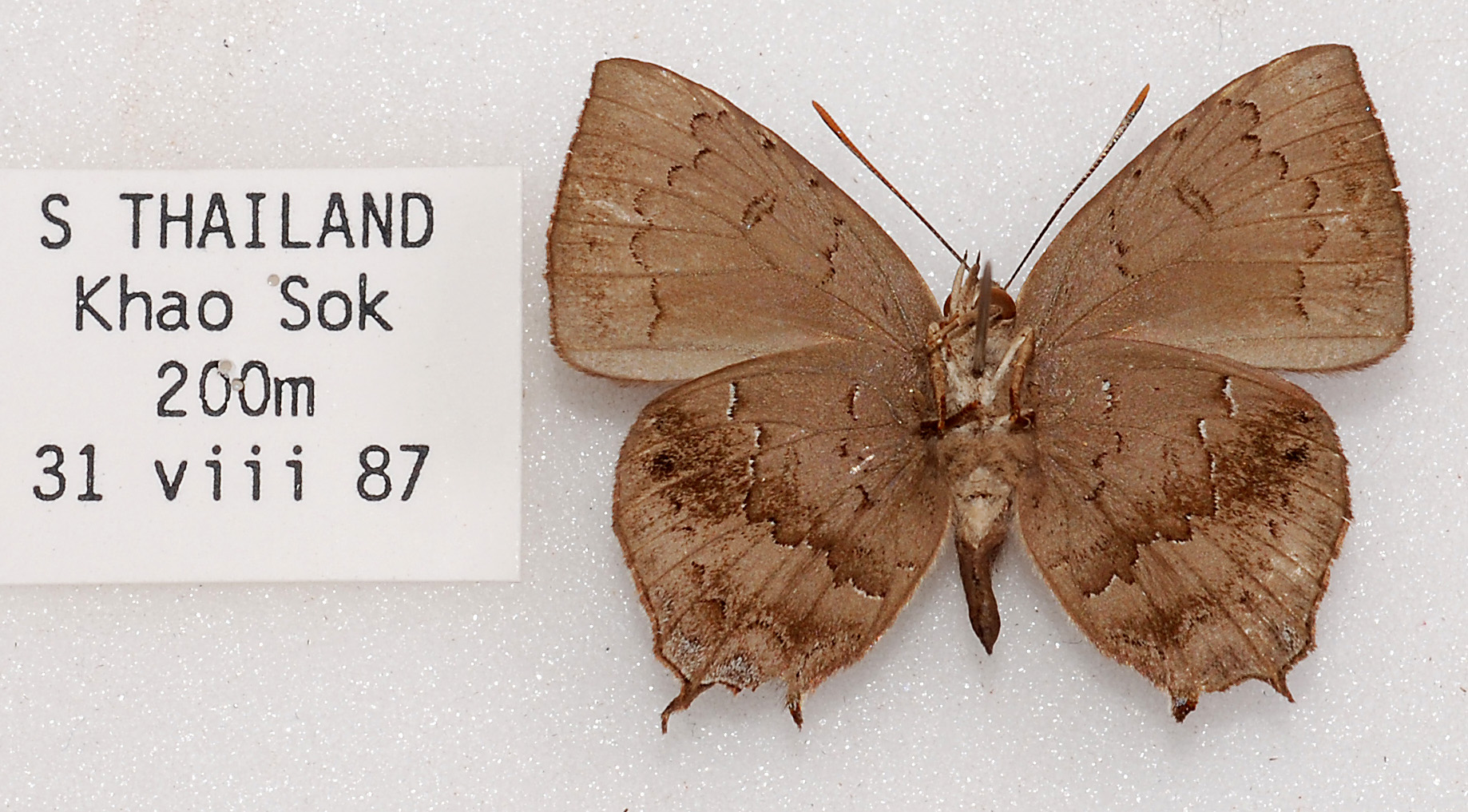
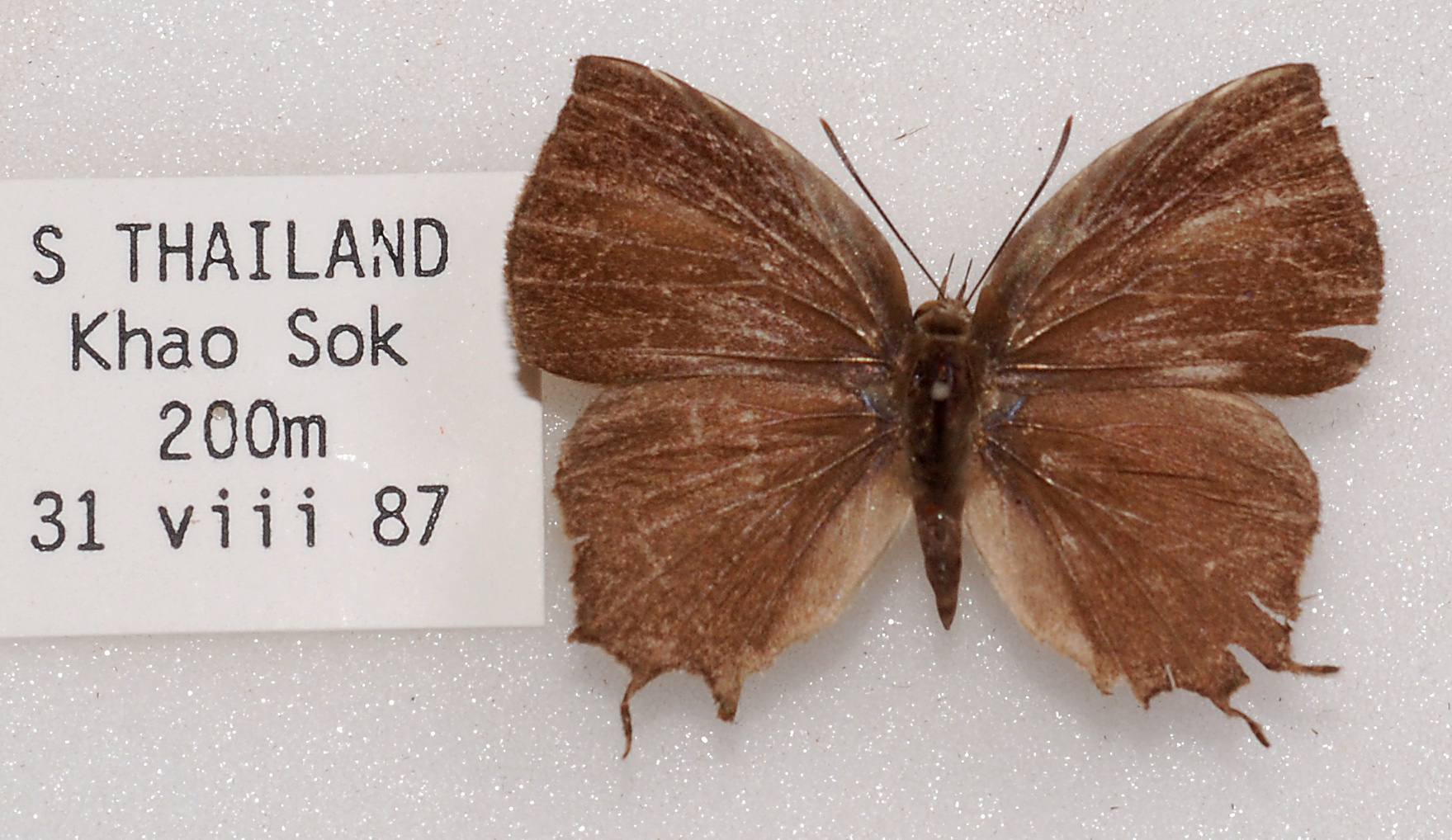
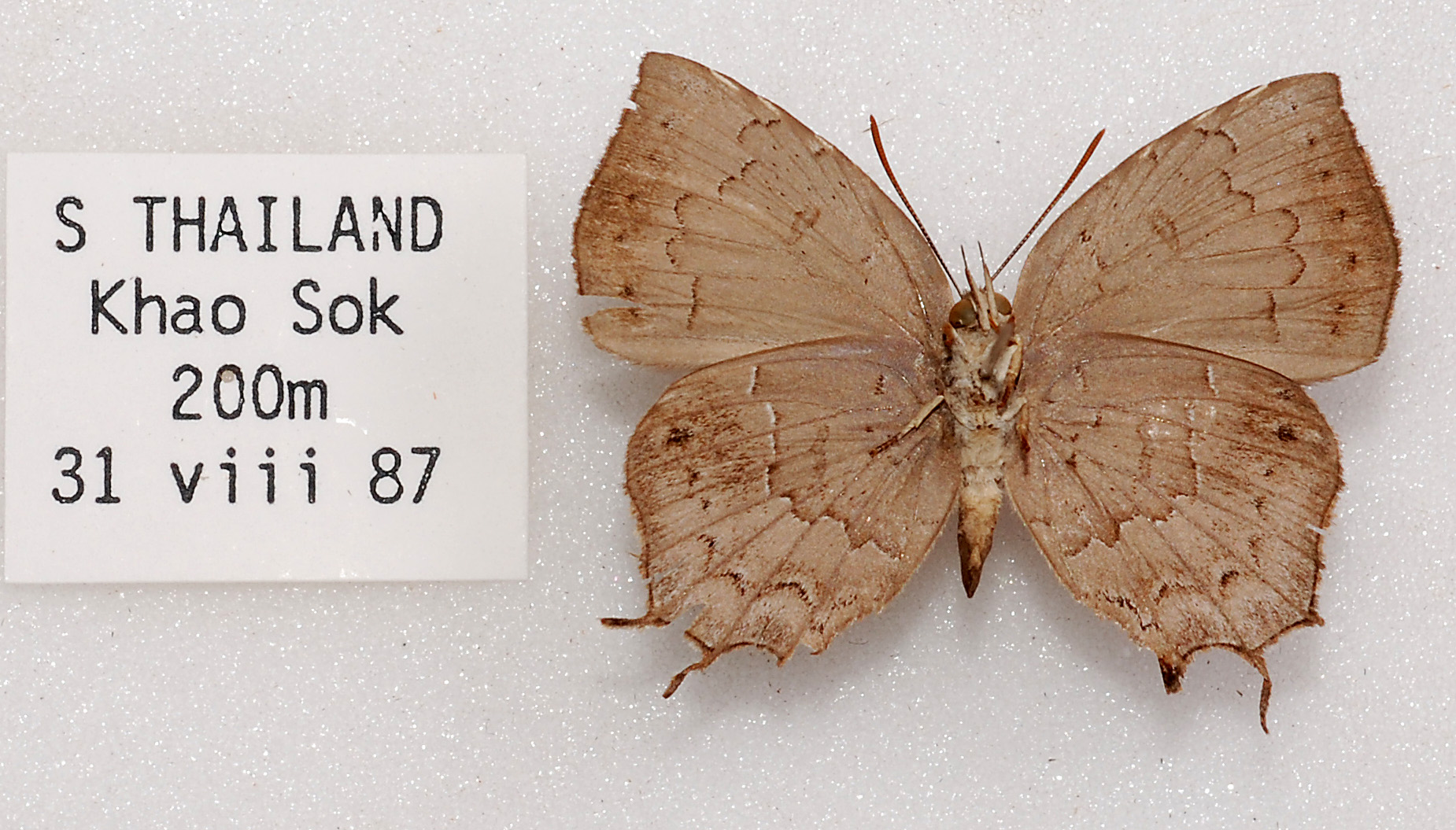